# Scribonio Libone
Scribonio Libone fu il nome di una famiglia plebea della Repubblica e dell'Impero romano. Questa divenne successivamente illustre in virtù delle sue connessioni con Augusto. La prima occorrenza del nome è in concomitanza con seconda guerra punica.
Tra i membri di rilievo:
- Lucio Scribonio Libone, tribuno della plebe nel 216 a.C., propose di pagare un riscatto per i soldati romani prigionieri dopo la battaglia di Canne;
- Lucio Scribonio Libone, pretore nel 204 a.C., probabilmente figlio del precedente;
- Lucio Scribonio Libone, edile curule nel 193 a.C. e console nel 192 a.C., organizzò i Megalesia come ludi scenici;
- Lucio Scribonio Libone, tribuno della plebe nel 149 a.C., probabilmente figlio del precedente, accusò Servio Sulpicio Galba per i suoi attacchi ai Lusitani
- Lucio Scribonio Libone, console nel 34 a.C., fu coinvolto nella guerra tra Cesare e Pompeo;
- Marco Livio Druso Libone, console nel 15 a.C., uno Scribonio Libone che venne adottato da un Livio Druso;
- Marco Scribonio Libone Druso, pretore nel 16 d.C., figlio del precedente, cospiratore contro l'imperatore Tiberio;
- Lucio Scribonio Libone, console nel 16, figlio del console del 34 a.C.